# Jądro półleżące
Jądro półleżące (łac. nucleus accumbens) – jedno z jąder podstawnych mózgu. Składa się przede wszystkim ze średnich neuronów kolczystych wykazujących ekspresję receptorów dopaminergicznych.
Jądro półleżące jest częścią układu nagrody człowieka, głównego systemu motywującego zachowanie. Równocześnie układ ten stanowi podstawę biologiczną takich zjawisk jak natręctwa i uzależnienia.
Farmakologiczne zahamowanie aktywności neuronów jądra półleżącego wywołuje utratę zdolności odczuwania przyjemności (anhedonia).
U osób cierpiących na fobię społeczną stwierdzono spadek wrażliwości receptorów postsynaptycznych jądra półleżącego na dopaminę. Dlatego uważa się, że uczucie zadowolenia odczuwane podczas stosunków płciowych, spożywania słodyczy, słuchania muzyki czy picia alkoholu ma związek ze wzrostem poziomu dopaminy w tym jądrze.
Jądro półleżące, jako część prążkowia ma połączenie z układem pozapiramidowym i umożliwia ekspresję ruchową podczas reakcji emocjonalnych.

Przeczytaj ostrzeżenie dotyczące informacji medycznych i pokrewnych zamieszczonych w Wikipedii.